# Namlish
Namlish is de lokale vorm of dialect van het Engels dat wordt gesproken in Namibië. Sinds in 1990 Engels de officiële taal van het land is geworden, treft men wat nuances aan in de spreektaal.

## Enkele uitdrukkingen
| Namlish                     | Nederlands                | Opmerkingen                                                                |
| --------------------------- | ------------------------- | -------------------------------------------------------------------------- |
| Are we together?            | Is het duidelijk?         | Veelgehoorde uitspraak tijdens workshops en vergaderingen.                 |
| I’m coming now.             | Ik ben zo terug.          | Als men even weg gaat, naar het toilet ofzo.                               |
| Now now!                    | Nu meteen!                | Een enkele now betekent dat het nog wat langer kan gaan duren.             |
| ... and what what.          | ... enzovoorts.           | Klinkt beetje als een kwakende eend.                                       |
| Is it?                      | Echt waar?                |                                                                            |
| My colleague here ...       | gesprekspartner           | Veelgebruikt in vergaderingen, bijeenkomsten en what what.                 |
| How is the morning?         | Hoe gaat het met je?      | Letterlijke vertaling uit het Oshiwambo, van Walalepo? - Hoe is de morgen? |
| Last-/First born            | Laatst-/eerstgeborene     | Veelgebruikte aanduidingen voor kinderen.                                  |
| The time is going.          | We hebben weinig tijd.    | Dit betekent dat je moet opschieten.                                       |
| Come again?                 | Wat zeg je?               |                                                                            |
| Somehow...                  | Redelijk...'t gaat wel... | Kan het antwoord zijn op: Hoe ging het (examen, test)?                     |
| It's true, I'm telling you. | Serieus, echt waar.       |                                                                            |

## Begroeten en aanduidingen
Sprekers van het Namlish antwoorden ook wel met Yes! of Yebo! op de vraag How are you? Het woord Yebo is afkomstig uit Zuid-Afrika waar het in de spreektaal is gekomen via de San. Aanwijzingen voor richtingen kunnen erg vaag zijn: That side is meestal het antwoord op de vraag waar? This one en that one zijn gebruikelijke aanduidingen voor kinderen en niet Engelssprekende ouderen.

## Enkele woorden
| Namlish  | Betekenis |
| -------- | --- |
| Combi    | Een Volkswagenbusje, ook Volksie (uit het Afrikaans). |
| Biltong  | Reepjes gedroogd vlees, meestal rund- of koedoevlees. |
| Cucashop | Een informele bar, met name in het noorden van het land. De naam cuca komt van het Angolese biermerk Cuca (opgeheven). Een andere benaming voor cucashop is shebeen. |
| Shebeen  | Uit het Ierse sibin. Een informele bar zoals cucashop. De naam shebeen is gebruikelijk in Windhoek.                                                                  |
| Bakkie   | Een pick-uptruck, meestal 4x4. |
| Stiffie  | Een 3½ inch diskette, stiffie als tegenhanger van de 5¼ inch floppydisk.                                                                                             |
| Kg's     | Meervoud van kilogram |
| Kilo's   | Meervoud van kilometers |
| Tekkies  | Sportschoenen |
| Kandeshi | Een vrouw die het geld van haar lief uitgeeft aan het kopen van kleren.                                                                                              |

## Fundaraising
Ook Hifikepunye Pohamba, de tweede president van Namibië, wordt weleens betrapt op het gebruik van Namlish. Onderstaande link verwijst naar een discussie tussen Pohamba en Nahas Angula (de toenmalige Minister van Landbouw) over het woord fundaraising.